# 鯨魚座κ
鯨魚座κ，又名BD+02 518，HD 20630、SAO 111120、HR 996，是鯨魚座的一颗恒星，视星等为4.83，位于銀經178.22，銀緯-43.08，其B1900.0坐标为赤經3h 14m 6.9s，赤緯+3° -43.08′ 13″。